# Platon Atanacković
Platon Atanacković, Athanačkovics Pál, Athanaczkovics Plátó (Zombor, 1788. június 29. – Újvidék, 1867. április 9.) ortodox püspök.

## Élete
Iskolái elvégzése után 1812-ben Karlócán papi pályára lépett. Fölszenteltetése után 16 éven át mint tanár működött, előbb Szentendrén, utóbb Zomborban, hol lelkészi hivatalt is viselt.
Stratimirovics metropolita fölhívására 1829-ben szerzetessé lett; 1839-ben már budai püspök volt; 1848-ban a magyar Vallásügyi Minisztériumban tanácsos és bácsi püspök lett; de megyéjét csak 1851-ben vehette át.

## Munkái
Önálló munkái többnyire iskolakönyvek, bibliamagyarázatok és egyházi alkalmi beszédek, énekek szerb nyelven.